# Maximilian Ryllo

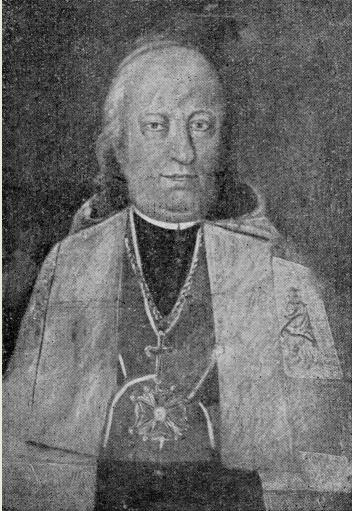
Maximilian Ryllo

Maximilian Ryllo (poln. Maksymilian Ryłło, Ryło, Rylo; 21. September 1719 oder 1715 auf Gut Ryliwka bei Vilnius oder in Baryssauschtschyna – 22. November 1793 in Przemyśl) war ein Ordensgeistlicher der Basilianer des hl. Josaphat, ab 1759 griechisch-katholischer Bischof von Cholm und ab 1785 der Diözese Przemyśl. Er wirkte als Verfasser, Übersetzer und Herausgeber verschiedener Schriften.

## Leben
Es gibt keine genauen Angaben zum Geburtsdatum und -ort von Maximilian Ryllo. In der Literatur gibt es zwei Theorien. Es wird behauptet, er wurde am 21. September 1719 auf dem Familiengut Ryliwka in der Nähe von Vilnius geboren. Überzeugender und häufiger von Historikern vertreten ist die Auffassung, dass er 1715 in der Ortschaft Baryssauschtschyna (heute Belarus) geboren sein soll. Es gibt aber eindeutige Hinweise, dass der spätere griechisch-katholische Bischof aus einer Adelsfamilie und seine Eltern Hieronymus Ryllo und Anna Metschnykovska Gläubige des lateinischen Ritus waren.
Nach seinem Eintritt ins Basilianerkloster der Heiligen Dreifaltigkeit in Vilnius studierte Maximilian Ryllo im Kolleg der Kongregation für die Verbreitung des Glaubens in Rom und promovierte in Theologie. Am 22. September 1742 empfing er die Priesterweihe und ein Jahr später kehrte nach Wizebsk zurück. Nach seiner Heimkehr wurde er zum Vikar in der Pfarre zur Heiligen Dreifaltigkeit in Wizebsk ernannt. Seit 1747 wurde er Prokurator und später Sekretär der litauischen Ordensprovinz der Basilianer in Warschau. Ryllo nahm 1749 an der Diözesansynode in Białopole (deutscher Name: Sommerau) teil, bei der Streitigkeiten und Auseinandersetzungen zwischen den Weltpriestern und dem Regularklerus untersucht wurden. Als Abt leitete Maximilian Ryllo das Basilianerkloster in Dubno, das Dreifaltigkeitskloster in Derman und ab 1748 das Kloster in Cholm, bis er am 15. November 1756 höchstwahrscheinlich dank der Unterstützung und dem Einsatz von Franciszek Salezy Potocki von König August III. zum Bischof von Cholm ernannt wurde. Erst drei Jahre nach seiner Ernennung, 1759, empfing er von Erzbischof Florian Hrebnicki in Polazk die Bischofsweihe. Dabei erhielt Ryllo das Dorf Parypsy für das Basilianerkloster in Cholm, drei Dörfer in Podolien sowie das Dorf Okunien bei Cholm zur eigenen Nutzung.
Maximilian Ryllo engagierte sich aktiv in Diözesangeschäften. Bereits ein Jahr nach seiner Ernennung 1760 rief er eine Diözesansynode zusammen. Zwischen 1759 und 1762 visitierte er jede Pfarrei in seinem Bistum. Schon 1762 erteilte die Kongregation für die Verbreitung des Glaubens in Rom Bischof Ryllo die Befugnis, neue Pfarreien in der Ukraine zu gründen. Im Auftrag des Apostolischen Nuntius in Polen, Erzbischof Antonio Eugenio Visconti, führte Bischof Ryllo 1764 und 1765 Visitationen auf den Gütern der Familie Potocki durch.
Maximilian Ryllo sorgte auch für die Priesterausbildung. Unmittelbar nach seiner Amtseinführung als Bischof gründete er 1759 das Priesterseminar in Cholm. Für dessen Unterhalt überschrieb Ryllo 5 % seiner Einkünfte aus dem Dorf Chylin und überzeugte Franciszek Salezy Potocki, Jan Zamoyski sowie Lukas Węglińskie, dieses Priesterseminar mitzufinanzieren. Vorerst wurde die Leitung des Priesterseminars dem Diözesanklerus anvertraut, bis 1769 der Basilianerorden die Führung übernommen hat. 1771 führte er eine Gebühr ein, die die Diözesanpriester für den Unterhalt des Seminars zu entrichten hatten. Während seiner Amtszeit als Cholmer Bischof (1759–1785) betreute Ryllo die griechisch-katholischen Gläubigen auch in der rechtsufrigen Ukraine, die er von 1763 bis 1766 sowie 1773 und 1774 besuchte. Im Auftrag des Apostolischen Nuntius Giuseppe Garampi besuchte er 1773 unter anderen auch die griechisch-katholischen Pfarreien in der Woiwodschaft Bracław. Sein Engagement und seine seelsorgerische Tätigkeit entsprachen den Vorstellungen der Führung des Russischen Kaiserreiches nicht. Bischof Ryllo wurde der angeblichen Verfolgung der Orthodoxen beschuldigt und 1774 von russischen Truppen in Berdytschiw für ein paar Monaten inhaftiert. Erst nach der Intervention des Wiener Hofes und des Heiligen Stuhls, die sich mit dem Ersuchen um seine Begnadigung an die Zarin Katharina II. wandten, wurde Ryllo freigesprochen.
1779 wurde Maximilian Ryllo der Stuhl des Przemyśler Bischofs versprochen und kurz darauf, am 30. Oktober, nach dem Tod des damaligen Przemyśler Bischofs Athanasius Szeptycki, wurde er zum Administrator dieser Diözese ernannt. Zwischen 1780 und 1784 leitete Bischof Ryllo beide Diözesen, die Cholmer und die Przemyśler, residierte aber nach wie vor in Cholm. Seine Bischofsernennung löste einen erheblichen Widerstand des Diözesanklerus aus, der die Unterdrückung und Vernachlässigung von byzantinischen Kirchentraditionen mit folgender Latinisierung der griechisch-katholischen Kirche befürchtete. Um dem drohenden Konflikt vorzubeugen, bemühte sich Bischof Ryllo beim Wiener Hof um die Erlaubnis, den Basilianermönch Julian Sponring als Administrator des Przemyśler Bistums zu bestätigen und den eigenen Sitz in Cholm beibehalten zu dürfen. Joseph II. lehnte nicht nur sein Ansuchen ab, sondern forderte Ryllo auf, sich für die Leitung einer der beiden Diözesen zu entscheiden. Sollte Bischof Ryllo seine Residenz nicht nach Przemyśl verlegen wollen, hätte er auf die Przemyśler Diözese verzichten müssen. 1784 entschied er sich und zog von Cholm nach Przemyśl um. Schon 1785 bestätigte ihn der Heilige Stuhl als Bischof der Przemyśler Diözese.
Auch in Przemyśl gründete Bischof Ryllo ein Priesterseminar für die Kandidaten des Bistums. Da seine Initiative zur Errichtung einer Kathedrale wegen der zu hohen Kosten scheiterte, wurde die Karmeliter-Klosterkirche zur griechisch-katholischen Kathedrale umgestaltet.
1787 äußerten sich Maximilian Ryllo wie auch der Lemberger griechisch-katholische Bischof Peter Bielanski für die Beibehaltung der Abgaben, die der Diözesanklerus zu Gunsten des Konsistoriums zu entrichten hatten. Da diese Gebühr bereits vom Wiener Hof per Gesetz abgeschafft worden war, löste die Position der beiden Bischöfe einen erheblichen Widerstand des Weltklerus in beiden Diözesen aus.
Bischof Ryllo setzte sich für die Erhebung der Diözese in Lviv zum Erzbistum ein. Auf seine Initiative wurden die Kirchen in Walawa und Straszewice errichtet. Dank seinen Bemühungen wurde die durch die Erste Teilung Polen-Litauens aufgeteilte Basilianerprovinz wieder vereint.
Nach seinem Tod am 22. November 1793 wurde der Lemberger Bischof Peter Bielanski als Administrator des Przemyśler Bistums für die Zeit der Sedisvakanz bestätigt.

## Werke
Unter den Schriften von Maximilian Ryllo soll vor allem seine historische Arbeit Antiquitates Ecclesiae Ruthenicae (Supraśl 1760) erwähnt werden. Außerdem hat er das Werk Phoenix testiato redivivus… des Chelmer Bischofs Jakub Jan Susza erweitert und ergänzt. Es wurde 1780 unter dem Titel Koronacja cudownego obrazu NMP w chełmskiej katedrze obrządku greckiego herausgegeben. Auch der 1759 und 1763 publizierte Traktat Medytacje dla oczyszczenia i poprawienia życia kapłańskiego von Nicola Ruggiereg erschien in der Übersetzung und mit den Kommentaren von Bischof Ryllo. Den Traktat von T. F. Rotarius Apparatus universae theologiae moralis, der in Wilno 1771 veröffentlicht wurde, gab Ryllo heraus.
Wichtig für die Forschung ist Ryllos Tagebuch (Diarium quotidianum), das er in den Jahren von 1742 bis 1793 führte. Das Tagebuch befand sich in den Beständen des Archivs des griechisch-katholischen Domkapitels in Lemberg. Ein Teil dieses Tagebuches wurde von Antin Petrušević aufgefunden und 1866 herausgegeben.